# Max Tobler
Max Tobler (* 3. Juni 1876 in St. Gallen; † 13. April 1929 in Zürich) war ein Schweizer Zoologe, Arzt, Journalist und politischer Aktivist.

## Leben
Max Tobler wurde als Sohn eines Kaufmanns in St. Gallen geboren. Er studierte Zoologie an den Universitäten Genf, Würzburg und Zürich; 1901 wurde er an der Universität Zürich zum Dr. phil. promoviert. Darauf war er als Forscher in Neapel und Giessen sowie als Lehrer in England tätig. Von 1904 bis 1910 war er Redaktor des Volksrechts. Von 1906 bis 1908 gab er ausserdem das Journal Polis heraus. Von 1910 bis 1914 studierte er Medizin an den Universitäten Berlin, München und Zürich. Von 1916 bis 1929 war er als Arzt mit eigener Praxis tätig.
Tobler gehörte von 1903 bis 1921 der SP, ab 1927 der KPS an. Von 1904 bis 1908 präsidierte er die Arbeiterunion Zürich. 1905 war Mitgründer der Antimilitaristischen Liga. Von 1923 bis 1929 war er Präsident der Roten Hilfe. Tobler war Nonkonformist und stand dem revolutionären Syndikalismus nahe. Er war nah bekannt mit Fritz Brupbacher.
Tobler war mit der Ärztin Minna Tobler-Christinger verheiratet.

## Veröffentlichungen
- Das Streikjahr 1906 in Zürich. Ein Stück Klassenkampf in der Schweiz, Verband Schweiz. Jungburschenvereine Zürich, Arbeitskammer, Zürich 1906[?]. Digitalisat.
- Der tolle Hund. Ein Weihnachtsbuch, Zürich 1909. Zusammen mit Fritz Brupbacher.
- Der revolutionäre Syndikalismus, Zürich 1919. Digitalisat.
- Der Proletarier in der Literatur, Rote Bücherei, Band 4, Zürich 1923.
- Moskauer Eindrücke, Zürich 1927.